# Solariella lamellosa
Solariella lamellosa är en snäckart som först beskrevs av Dall 1881.  Solariella lamellosa ingår i släktet Solariella och familjen pärlemorsnäckor. Inga underarter finns listade i Catalogue of Life.